# Arthur Brener
Arthur Carl Brener født Jensen (18. januar 1886 i Kolding – 14. december 1959 i København) var en dansk maler.
Arthur Carl Brener var søn af malersvenden Jens Jensen og Anna Kristiansen. Han skiftede i 1912 sit navn til Brener.

## Ekstern henvisning
- Arthur Brener på Kunstindeks Danmark/Weilbachs Kunstnerleksikon